# Bad Salzdetfurth

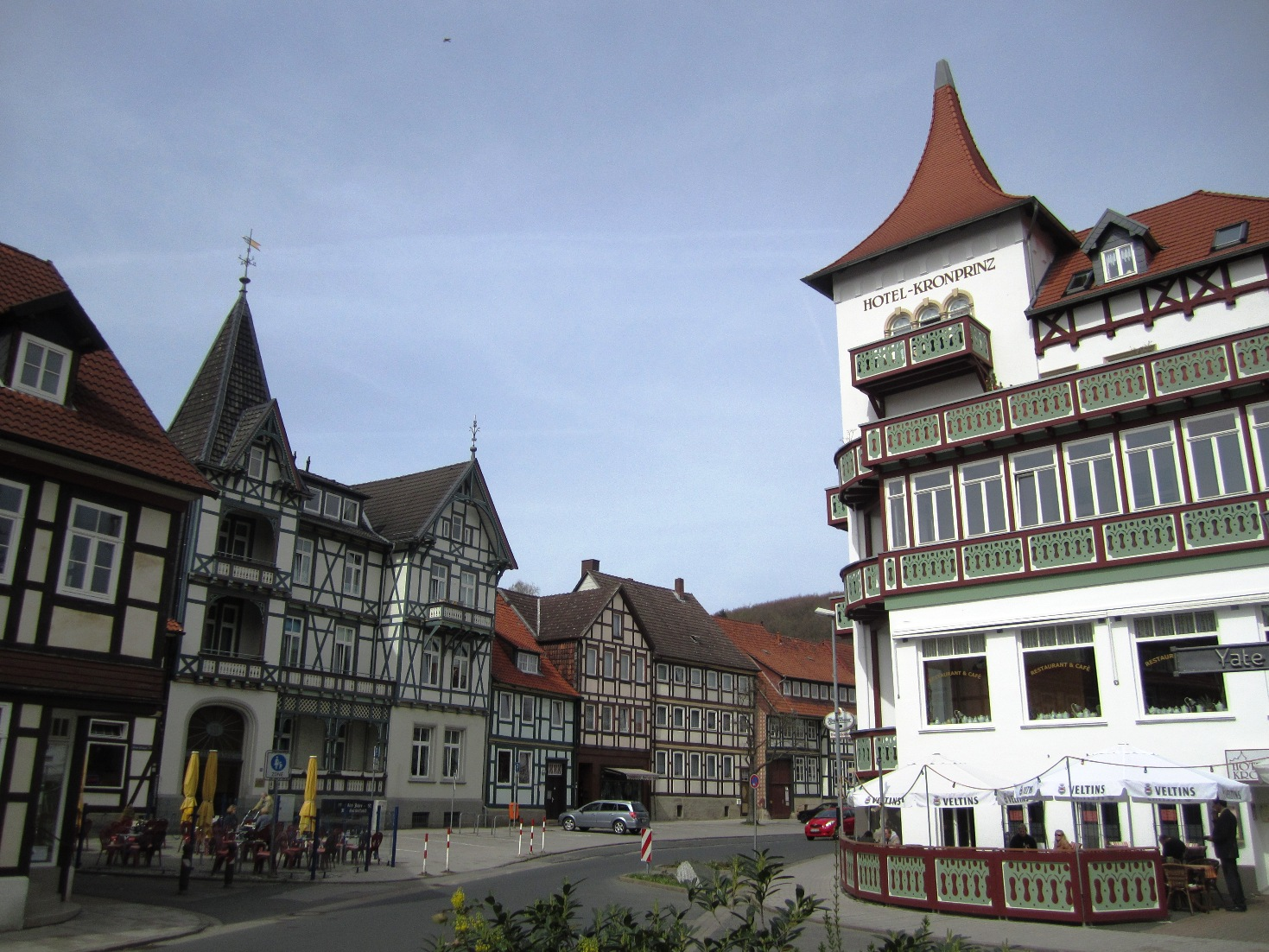

Bad Salzdetfurth är en stad i Landkreis Hildesheim i förbundslandet Niedersachsen i Tyskland.